# Notranji Hebridi
Notranji Hebridi (ang. Inner Hebrides, /ˈhɛbrɪdiːz/ HEB-rid-eez; škotskogelsko na h-Eileanan a-staigh, lit. 'Notranji otoki') je otočje ob zahodni obali celinske Škotske, jugovzhodno od Zunanjih Hebridov. Ti dve otoški verigi skupaj tvorita Hebride, ki imajo milo oceansko podnebje. Notranji Hebridi obsegajo 35 naseljenih otokov in 44 nenaseljenih otokov s površino večjo od 30 hektarjev. Otok Skye, Mull in Islay so trije največji in imajo tudi največ prebivalcev. Glavne gospodarske dejavnosti so turizem, kroftarstvo, ribolov in destilacija viskija. V sodobnem času so Notranji Hebridi del dveh ločenih lokalnih vladnih jurisdikcij, ene na severu in druge na jugu. Skupaj imajo otoki površino okoli 4130 km² in leta 2011 je imelo 18.948 prebivalcev. Gostota prebivalstva je torej približno 4,6 prebivalca na kvadratni kilometer.
Obstajajo različne pomembne prazgodovinske strukture, od katerih jih je veliko pred prvimi pisnimi omembami otokov s strani rimskih in grških avtorjev. V zgodovinskem obdobju so bili najzgodnejši znani naseljenci Pikti na severu in Gelci v južnem kraljestvu Dál Riata, preden so otoki postali del nordijskega kraljestva Suðreyjar, ki je vladalo več kot 400 let, dokler ni suverenosti prenesla na Škotsko pogodba iz Pertha leta 1266. Nadzor nad otoki so takrat imeli različni poglavarji klanov, predvsem MacLeani, MacLeodi in MacDonaldi. Highland Clearances v 19. stoletju je imelo uničujoč učinek na številne skupnosti in šele v zadnjih letih je število prebivalcev prenehalo upadati.
Pomorski promet je ključnega pomena in na celinsko Škotsko in med otoki vozijo različni trajektni prevozi. Škotska gelščina ostaja na nekaterih območjih močna; pokrajine so navdihovale različne umetnike; in tam je raznolikost divjih živali.

## Geografija
Otoki tvorijo raznovrsten arhipelag. Največji otoki so od juga proti severu Islay, Jura, Mull, Rùm in Skye. Skye je največji in najbolj naseljen od vseh s površino 1656 km² in nekaj več kot 10.000 prebivalci.
Južna skupina je v Argyllu, območju, ki približno ustreza osrčju starodavnega kraljestva Dál Riata in je vključeno v sodobno območje enotnega sveta Argyll in Bute. Severni otoki so bili del grofije Inverness-shire in so zdaj na območju Highland Council.
Deset največjih otokov je naslednjih:
| Otok      | Gelsko ime                                | Površina (ha) | Štev. preb. | Najvišja točka | Višina (m) | Gelski govorci |
| --------- | ----------------------------------------- | ------------- | ----------- | -------------- | ---------- | -------------- |
| Coll      | Colla                                     | 7.685         | 195         | Ben Hogh       | 104        |                |
| Colonsay  | Colbhasa                                  | 4.074         | 124         | Carnan Eoin    | 143        | 20,2% (15)     |
| Eigg      | Eige                                      | 3.049         | 83          | An Sgurr       | 393        |                |
| Islay     | Ìle                                       | 61.956        | 3.228       | Beinn Bheigeir | 491        | 19% (613)      |
| Jura      | Diùra                                     | 36.692        | 196         | Beinn an Òir   | 785        |                |
| Lismore   | Lios Mor                                  | 2.351         | 192         | Barr Mòr       | 127        | 26,9% (50)     |
| Mull      | Muile                                     | 87.535        | 2.800       | Ben More       | 966        |                |
| Raasay    | Ratharsair                                | 6.231         | 161         | Dùn Caan       | 444        | 30,4% (48)     |
| Rùm       | Rùm                                       | 10.463        | 22          | Askival        | 812        |                |
| Otok Skye | An t-Eilean Sgitheanach or Eilean a' Cheò | 165.625       | 10.008      | Sgurr Alasdair | 993        | 29,4% (2942)   |
| Tiree     | Tiriodh                                   | 7.834         | 653         | Ben Hynish     | 141        | 38,3% (250)    |
| SKUPAJ    |                                           |               | 18.947      |                |            | 20,7% (3918)   |

Geologija in geomorfologija otokov je raznolika. Nekateri, kot sta Skye in Mull, so gorati, medtem ko so drugi, kot je Tiree, relativno nizki. Najvišje gore so Cuillins of Skye, čeprav so vrhovi nad 300 metrov pogosti tudi drugod. Velik del obale je mahar, rodoviten nizko ležeč pašnik sipin. Številne otoke preplavljajo močne plime in plimovanje Corryvreckan med Scarbo in Juro je eden največjih vrtincev na svetu.
Obstaja več manjših arhipelagov, vključno z otoki Ascrib, Crowlin Islands, Slate Islands, Small Isles, Summer Isles in Treshnish Islands.
Otoki so se izkazali za pomembne kot območje plimskega mešanja obalne vode.
Naseljeni otoki Notranjih Hebridov so imeli ob popisu leta 2001 18.257 prebivalcev, leta 2011 pa se je to število povečalo na 18.948. V istem obdobju se je prebivalstvo škotskih otokov kot celota povečalo za 4 % na 103.702.
Obstaja nadaljnjih 44 nenaseljenih Notranjih Hebridov s površino, večjo od 30 ha. Zapisi o zadnjem datumu poselitve za manjše otoke so nepopolni, vendar jih je bila večina poseljena na neki točki v času neolitika, železne dobe, zgodnje zgodovinsko ali nordijskega obdobja. Tako kot druge glavne otoške verige Škotske so bili številni manjši in bolj oddaljeni otoki v 19. in 20. stoletju zapuščeni, v nekaterih primerih po neprekinjenem bivanju že od prazgodovine. Ti otoki so bili dojeti kot razmeroma samozadostna kmetijska gospodarstva, vendar se je tako med otočani kot tujci razvilo mnenje, da bolj oddaljenim otokom manjkajo bistvene storitve sodobnega industrijskega gospodarstva. Vendar pa je prebivalstvo večjih otokov na splošno naraslo za več kot 12 % od leta 1981 do 2001.
Glavne komercialne dejavnosti so turizem, kroftarstvo, ribolov in destilacija viskija (osredotočeno na Islay, vključuje pa tudi Talisker v Skyeju, Isle of Jura Single Malt in Tobermory ter Ledaig v Mullu). Na splošno je območje razmeroma odvisno od primarnih industrij in javnega sektorja; obstaja odvisnost od samozaposlovanja in mikropodjetij, večino delov pa Highlands and Islands Enterprise opredeljuje kot gospodarsko »občutljiva območja«. Vendar pa so otoki v dobrem položaju za izkoriščanje obnovljive energije, zlasti vetra na kopnem in morju; in polotok Sleat v Skyeju je primer ekonomsko močnejšega območja. Nekateri otoki imajo razvojne sklade, ki podpirajo lokalno gospodarstvo.

### Podnebje
Vpliv Atlantskega oceana in Severnoatlantskega toka ustvarja blago oceansko podnebje. Temperature so na splošno hladne, v povprečju 6,5 °C januarja in 15,4 °C julija v Duntulmu na trotterniškem polotoku Skye. Sneg redko leži na morski gladini in zmrzali so manjše kot na celini. Vetrovi so omejevalni dejavnik za vegetacijo: zabeležena je bila hitrost 128 km/h (80 mph); najpogostejši so jugozahodniki. Padavine so na splošno visoke med 1300 in 2000 milimetri na leto, gore in hribi pa so še bolj mokri. Tiree je eno najbolj sončnih krajev v državi in je leta 1975 imelo 300 sončnih dni. Trotternish ima običajno 200 ur svetlega sonca v maju, najbolj sončnem mesecu.

## Prazgodovina
Hebridi so bili prvotno naseljeni v dobi mezolitika in imajo raznolika prazgodovinska najdišča. Puščična konica iz kremena, najdena na polju blizu Bridgenda na otoku Islay, je bila datirana v 10.800 pr. n. št. Ta najdba morda kaže na prisotnost poletne lovske skupine in ne na stalno naselbino. Zažgane lešnikove lupine in mikroskopsko oglje, najdeno na Farm Fields, Kinloch na Rùmu, kažejo na nekakšno naselbino in je to med najstarejšimi dokazi zasedbe na Škotskem.
Dokazi o obsežni mezolitski obdelavi orehov, radiokarbonsko datirani v približno 7000 pr. n. št., so bili najdeni v srednji jami v Staosnaigu na Colonsayu. Izkopavanje je odkrilo ostanke več sto tisoč zažganih lešnikovih lupin in daje vpogled v komunalne dejavnosti in načrtovanje za naprej v tem obdobju. Oreščki so bili pridelani v enem samem letu in analiza cvetnega prahu kaže, da so bila vsa lešnikova drevesa posekana hkrati. Obseg dejavnosti, ki ji ni para drugje na Škotskem, in pomanjkanje velike divjadi na otoku nakazujeta možnost, da je Colonsay vseboval skupnost s pretežno vegetarijansko prehrano v času, ki so ga preživeli na otoku.
Tri kamnita ognjišča in sledovi rdečega okra, najdeni na Juri in datirani v 6000 pr. n. št., so najzgodnejše kamnite stavbe, ki so jih doslej našli na Škotskem. Vendar pa na splošno neolitska najdišča v Notranjih Hebridih nimajo takšnega obsega in dramatičnosti kot najdena na Orkneyju in Zahodnih otokih. Obstajajo številna najdišča iz železne dobe, vključno z ostanki utrdbe Dun Ringill na Skyeju, ki sta po postavitvi podobna obema brohoma (broch /brɒx/ suhozidna votla zgradba iz železne dobe) in kompleksna atlantska okrogla hiša.

## Etimologija
Najzgodnejša ohranjena pisna omemba teh otokov se pojavlja v Naravoslovju Plinija Starejšega, kjer navaja, da obstaja 30 Hebudov. Ptolemaj, ki je pisal približno 80 let pozneje, okoli leta 140–150 našega štetja in se opiral na zgodnejšo pomorsko ekspedicijo Agricole, se sklicuje na Ἐβοῦδαι (»Eboudai«) (»Ebudes« ali »Ebudae« v latinskem prevodu), za katerega piše, da tam jih je bilo le pet, kar je morda izrecno pomenilo Notranje Hebride. Plinij je svoje podatke verjetno vzel od Piteja iz Masilije, ki je Britanijo obiskal nekje med letoma 322 in 285 pred našim štetjem. Možno je, da je to storil tudi Ptolemaj, saj so bile Agricoline informacije o zahodni obali Škotske slabe kakovosti.
Watson (1926) navaja, da pomen Ptolemajevega Eboudai ni znan in da je koren morda predkeltski. Druge zgodnje pisne reference vključujejo beg ljudstva Nemed iz Irske v »Domon in v Erdomon na severu Albe«, ki se omenja v 12. stoletju v Lebor Gabála Érenn. Domon, kar pomeni 'globokomorski otok', se nanaša na Zunanje Hebride, Erdomon, kar pomeni 'vzhodno od, na ali blizu Domona', pa so Notranji Hebridi.
Posamezna imena otokov in krajev v Zunanjih Hebridih imajo mešani gelski in nordijski izvor.

## Zgodovina

### Dál Riata
Čeprav Ptolemajev zemljevid opredeljuje različna plemena, kot so Kreonci, ki bi morda živela na Notranjih Hebridih v rimski dobi, se prvi pisni zapisi o življenju začnejo v 6. stoletju našega štetja, ko je zabeležena ustanovitev kraljestva Dál Riata. To je obsegalo približno tisto, kar je zdaj Argyll in Bute ter Lochaber na Škotskem in grofijo Antrim na Irskem.
V Argyllu so ga sprva sestavljale tri glavne rodbine: Cenél Loairn na severu in srednjem Argyllu, Cenél nÓengusa s sedežem na Islayju in Cenél nGabráin s sedežem v Kintyru. Do konca 7. stoletja se je pojavil četrti rod, Cenél Comgaill, s sedežem v vzhodnem Argyllu.
Podoba sv. Kolumbana je velika v kateri koli zgodovini Dál Riata in njegova ustanovitev samostana na Ioni je zagotovila, da bo Dál Riata imel velik pomen pri širjenju krščanstva v severni Britaniji. Vendar Iona še zdaleč ni bil edinstven. Lismore na ozemlju Cenél Loairn, je bil dovolj pomemben, da je bila smrt njegovih opatov zabeležena z določeno pogostostjo, številna manjša mesta, kot so Eigg, Hinba in Tiree, pa so znana iz analov. Neodvisni obstoj kraljestva se je končal v vikinški dobi in se je sčasoma združilo z deželami Piktov v kraljestvo Alba.
Severno od Dál Riata so bili Notranji Hebridi nominalno pod nadzorom Piktov, čeprav so zgodovinski zapisi redki.

### Nordijska vladavina
Po besedah Ó Corráina (1998) »kdaj in kako so Vikingi osvojili in zasedli otočje, ni znano, morda neznano«, čeprav so od leta 793 naprej zabeleženi ponavljajoči se napadi Vikingov na Britansko otočje. »Vsi otoki Britanije« so bili opustošeni leta 794, Iona pa je bila oplenjena leta 802 in 806. Leta 870 sta Dumbarton oblegala Amlaíb Conung in Ímar, »dva kralja Severnjakov«. Zato je verjetno, da je bila skandinavska hegemonija takrat že pomembna na zahodnih obalah Škotske. V 9. stoletju se pojavijo prve omembe Gallgáedil (tj. »tuji Galci«). Ta izraz je bil v naslednjih stoletjih različno uporabljen za označevanje posameznikov mešanega skandinavsko-keltskega porekla in/ali kulture, ki so postali prevladujoči v jugozahodni Škotski, delih severne Anglije in na otokih.
Kar se tiče Hebridov, je zgodnje 10. stoletje nejasno obdobje, toda Aulaf mac Sitric, ki se je boril v bitki pri Brunanburhu leta 937, je zapisan kot kralj otokov od ok. 941 do 980.
Težko je uskladiti zapise irskih analov z nordijskimi viri, kot je Orkneyinga Saga, vendar je verjetno, da so se norveški in Gallgáedil Uí Ímair vojskovodje bojevali za nadzor večji del obdobja od 9. do 12. stoletja. Leta 990 je Sigurd Močni, grof Orkneyjski, prevzel poveljstvo nad Hebridi, položaj, ki ga je obdržal večino obdobja, dokler ni bil ubit v bitki pri Clontarfu leta 1014. Sledi obdobje negotovosti, vendar je možno, da je Sigurdov sin Thorfinn Mogočni postal vladar okoli leta 1035 do svoje lastne smrti približno dve desetletji pozneje.
Do poznega 12. stoletja je irski vpliv postal pomembna značilnost otoškega življenja in Diarmait mac Maíl na mBó je visoki kralj Irske prevzel Man in otoke do leta 1072. Zapisi o vladarjih Hebridov so spet zabrisani do prihoda Godreda Crovana kot kralja Dublina in otočja. Bil je prednik mnogih naslednjih vladarjev Mana in Otočja, na koncu pa ga je odstavil Muirchertach Ua Briain in je pobegnil na Islay, kjer je leta 1095 umrl zaradi kuge. Ni jasno, v kakšnem obsegu je bila zdaj uveljavljena prevlada Ui Briaina na otokih severno od Mana, toda naraščajoč irski vpliv v teh morjih je povzročil hiter in odločen odziv Norveške.
Magnus Barelegs je do leta 1098 ponovno vzpostavil neposredno norveško nadrejenost. Druga ekspedicija leta 1102 je videla vdore na Irsko, toda avgusta 1103 je bil ubit v boju v Ulstru. Naslednji kralj otokov je bil Lagmann Godredsson in sledilo je nasledstvo potomcev Godreda Crovana, ki so (kot vazali norveških kraljev) naslednjih 160 let vladali Hebridom severno od Ardnamurchana. Vendar je bil njihov nadzor nad južnimi Notranjimi Hebridi izgubljen s pojavom Somerleda, samozvanega Lorda Argyla.
Za nekaj časa je Somerled v celoti prevzel nadzor nad Manom in Hebridi, vendar je umrl leta 1164 med invazijo na škotsko celino. Na tej točki je Godred Črni, vnuk Godreda Crovana, ponovno prevzel posest nad severnimi Hebridi in južni otoki so bili razdeljeni med Somerledove sinove, njegovi potomci pa so sčasoma postali znani kot Gospodarji otokov, kar je povzročilo klan MacDougall, klan Donald in klan Macruari. Vendar pa so si škotski monarhi med in po Somerledovem življenju prizadevali prevzeti nadzor nad otoki, ki so jih imeli on in njegovi potomci. Ta strategija je sčasoma privedla do invazije Haakona Haakonarsona, norveškega kralja. Po zastoju v bitki pri Largsu se je Haakon umaknil na Orkney, kjer je umrl leta 1263. Po tej ekspediciji so bili Hebridi in Man ter vse pravice, ki jih je norveška krona »od nekdaj tam imela«, predani Kraljevini Škotski kot rezultat Perthske pogodbe iz leta 1266.

### Klani in škotska vladavina
Lords of the Isles, besedna zveza, ki je bila prvič zapisana leta 1336, vendar je bil naziv morda uporabljen že prej, bodo še naprej vladali Notranjim Hebridom in delu Zahodnega višavja kot podložniki škotskega kralja do Johna MacDonalda, četrti gospodar otokov, ki je zapravil vplivni položaj družine. S tajno pogodbo z Edvardom IV. Angleškim, sklenjeno na gradu Ardtornish in podpisano leta 1462, se je postavil za služabnika angleške krone. Ko je Jakob III. Škotski leta 1476 izvedel za pogodbo, je izdal kazen zaplembe MacDonaldovih dežel. Nekateri so bili obnovljeni zaradi obljube dobrega vedenja, toda MacDonald ni mogel obvladati svojega sina Aonghasa Óga, ki ga je premagal v bitki pri Bloody Bayu, ko se je bojeval ob obali Mull blizu Tobermoryja leta 1481. Nadaljnji upor njegovega nečaka Aleksandra od Lochalsha, je izzval ogorčenega Jakoba IV., da je leta 1493 zadnjič zasedel deželo.
Najmočnejša klana na Skyeju v postnordijskem obdobju sta bila klan MacLeod, prvotno s sedežem v Trotternishu, in klan MacDonald iz Sleata. Po razpadu gospostva otokov so se kot neodvisen klan pojavili tudi Mackinnoni, katerih znatna zemljiška posest v Skyeju je bila osredotočena na Strathaird. MacDonaldi iz Južnega Uista so bili hudi tekmeci MacLeodov in poskus prvih, da bi umorili obiskovalce cerkve v Trumpanu v maščevanje za prejšnji pokol na Eiggu, je povzročil bitko pri Spoiling Dykeu leta 1578.
Po neuspehu jakobitskega upora leta 1745 je Flora MacDonald postala znana po tem, da je rešila princa Charlesa Edwarda Stuarta pred hannovrskimi vojaki. Njena zgodba je tesno povezana z njunim pobegom preko Skyea in je pokopana je v Kilmuirju. Med njunim potovanjem na zahodne otoke Škotske leta 1773 sta jo obiskala Samuel Johnson in James Boswell, na njenem nagrobniku pa so zapisane Johnsonove besede, da je njeno ime »Ime, ki bo omenjeno v zgodovini, in če sta pogum in zvestoba vrlini, omenjeni s častjo«. Po uporu je bil klanski sistem razbit in otoki Hebridi so postali niz zemljiških posesti.

### Britanska doba
Z izvajanjem pogodbe o uniji leta 1707 so Hebridi postali del nove kraljevine Velike Britanije, vendar zvestoba klanov oddaljenemu monarhu ni bila močna. Precejšnje število otočanov je 'izstopilo' v podporo jakobitskemu grofu Maru v "15" in ponovno v uporu leta 1745, vključno z Macleodom iz Dunvegana in MacLea iz Lismoreja. Posledice odločilne bitke pri Cullodenu, ki je dejansko končala jakobitske upe na obnovitev Stuartov, so bile zelo občutene. Strategija britanske vlade je bila odtujiti poglavarje klanov od njihovih sorodnikov in njihove potomce spremeniti v angleško govoreče veleposestnike, katerih glavna skrb so bili prihodki, ki jih prinašajo njihova posestva, in ne blaginja tistih, ki so na njih živeli. To je morda prineslo mir na otoke, vendar je v naslednjem stoletju imelo strašno ceno.
Začetek 19. stoletja je bil čas izboljšav in rasti prebivalstva. Zgrajene so bile ceste in pomoli, industrija skrilavcev je postala pomemben delodajalec na Easdaleu in okoliških otokih, gradnja kanalov Crinan in Caledonian ter drugih inženirskih del, kot je Telfordov Most čez Atlantik, pa je izboljšal prevoz in dostop. Vendar so bili sredi 19. stoletja prebivalci mnogih delov Hebridov opustošeni zaradi Highland Clearances, ki so uničile skupnosti po vsem Višavju in otokih, saj so človeško populacijo izselili in nadomestili z ovčjimi farmami. Položaj se je poslabšal zaradi propada industrije alg na otokih, ki je uspevala od 18. stoletja do konca napoleonskih vojn leta 1815 in obsežno izseljevanje je postalo endemično. Bitka pri Braesih je vključevala demonstracije proti pomanjkanju dostopa do zemlje in vročitev obvestil o izselitvi. Ta dogodek je bil ključnega pomena pri ustanovitvi Napierjeve komisije, ki je leta 1884 poročala o razmerah v Višavju. Nemiri so se nadaljevali do sprejetja Crofters' Act iz leta 1886 in ob neki priložnosti je bilo na Skye napotenih 400 marincev, da bi vzdrževali red.
Za tiste, ki so ostali, so se pojavile nove gospodarske priložnosti z izvozom goveda, gospodarskim ribolovom in turizmom. Kljub temu sta izseljevanje in služenje vojaškega roka postala izbira mnogih in prebivalstvo otočja se je v poznem 19. in 20. stoletju še naprej zmanjševalo. Prebivalstvo Jure je padlo s 1300 leta 1831 na manj kot 250 do leta 1961, Mullovo prebivalstvo pa z 10.600 leta 1821 na manj kot 3000 leta 1931. Kljub dolgim obdobjem neprekinjene okupacije so bili nekateri manjši otoki zapuščeni – med njimi so bili otoki Treshnish leta 1934, Handa leta 1948 in Eilean Macaskin v 1880-ih.
Kljub temu so se postopne gospodarske izboljšave nadaljevale, med najvidnejšimi med njimi je bila zamenjava tradicionalne slamnate črne hiše s sodobnejšo zasnovo in v zadnjih letih s pomočjo Highlands and Islands Enterprise številnih otoških število prebivalcev se je po desetletjih upadanja začelo povečevati.

## Rastlinstvo in živalstvo
V nekaterih pogledih Hebridi na splošno nimajo biotske raznovrstnosti v primerjavi s celinsko Britanijo, saj je na primer le polovica vrst sesalcev, ki jih ima slednja. Vendar imajo ti otoki veliko za ponuditi naravoslovcu. Samuel Johnson je ob opazovanju lokalnega bogastva, najdenega na Skyeju v 18. stoletju, ugotovil, da:
Na mizah, kjer sprejmejo tujca, ne manjka ne obilja ne dobrot. Na tako redko poseljenem ozemlju mora biti veliko divjih ptic; in komaj se spomnim, da sem videl večerjo brez njih. Barjanske živali so na voljo povsod. Da je morje polno rib, ni treba posebej poudarjati, saj oskrbuje velik del Evrope. Na otoku Skye so jeleni in srnjaki, zajcev pa ni. Letno prodajo v Anglijo zelo številne trope volov in zato ne morejo domnevati, da bi želeli govedino. Ovc in koz je veliko, imajo pa navadne domače kokoši.— 
V sodobnem obdobju ptičje življenje vključuje kosca, rdečegrlega slapnika, skalnega goloba, triprstega galeba, črno njorko, atlantskega mormona, planinskega orla in belorepca. Zadnji imenovani je bil ponovno uveden v Rùm leta 1975 in se je uspešno razširil na različne sosednje otoke, vključno z Mullom. Na otokih Islay in Colonsay je skoncentrirana majhna populacija planinske vrane.
Planinski zajec (očitno odsoten v Skyeju v 18. stoletju) in divji kunec sta zdaj v izobilju in pred njima sta škotska divja mačka in kuna zlatica. Navadni jelen je pogost na hribih, sivi in navadni tjulenj pa sta prisotna okoli obal Škotske v mednarodno pomembnem številu, s kolonijami prvega na Oronsayu in Treshnish Isles, slednjega pa je največ v Firth of Lorn. Bogati sladkovodni tokovi vsebujejo potočno postrv, atlantskega lososa in povodno rovko. Med morskim življenjem, ki ga je mogoče videti, so ščukasti kit, orka, morski pes orjak, pliskavka in delfini, pa tudi užitni raki in ostrige, na primer v Sound of Scalpay. V morskih jezerih so nacionalno pomembna ležišča školjk in školjčic.
Barje, ki vsebuje jesensko vreso, zvončasto vresje, navzkrižnolistno reso, voščeno miriko (Myrica gale) in bilnice, je bogato, obstaja pa tudi raznolikost arktičnih in alpskih rastlin, vključno pitomec in črvinka.

## V umetnosti
Hebridske pokrajine so navdihovale različne glasbenike, pisatelje in umetnike. Hebridska uvertura, znana tudi kot Fingalova jama, so znana uvertura Felixa Mendelssohna, ki jo je navdihnil njegov obisk Staffa. Hebridska suita za violončelo in klavir Marie Dare je nastala leta 1947. Sodobni glasbeniki, povezani z otoki, so Ian Anderson, Donovan, Chris Rainbow in Runrig.  Enyina pesem Ebudæ iz filma Shepherd Moons temelji na tradicionalni pesmi.
Pesnik Sorley MacLean se je rodil na Raasayu, kjer je nastala njegova najbolj znana pesem Hallaig. George Orwell je večino romana napisal leta 1984, medtem ko je živel v Barnhillu na Juri, J. M. Barrie pa je napisal scenarij za filmsko priredbo Petra Pana iz leta 1924, medtem ko je delal na Eilean Shoni. Cressida Cowell, avtorica knjige Kako izuriti svojega zmaja, je otroška poletja preživela na Notranjih Hebridih in je izjavila, da so »eden najlepših krajev na Zemlji« in »kraj, kjer pričakuješ, da boš nad glavo videl zmaje«.